# 중세 농업

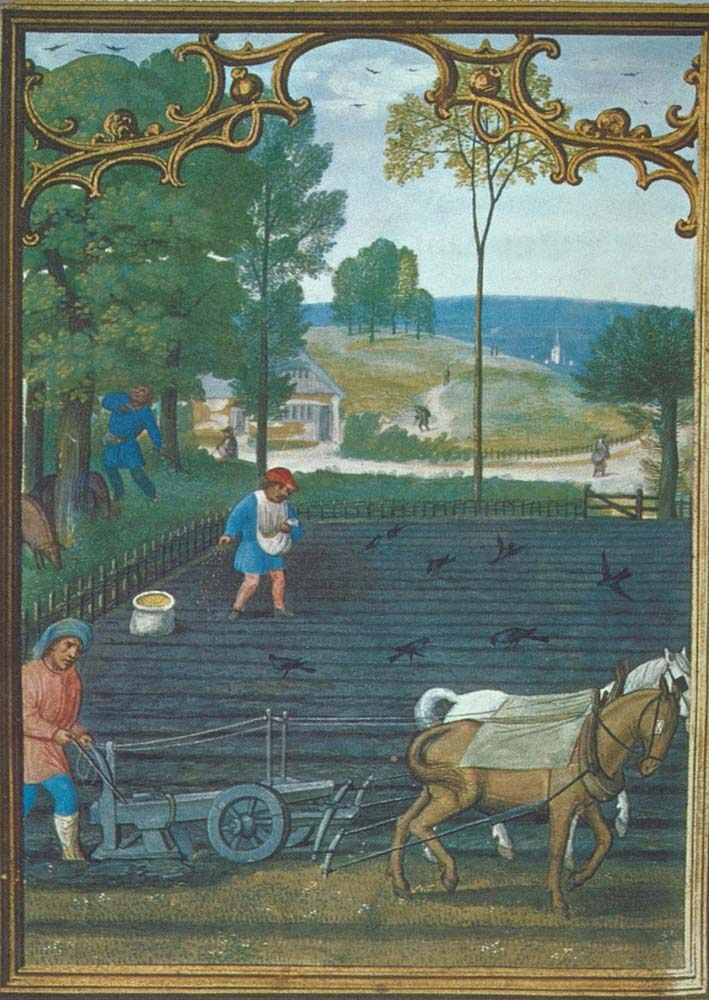
중세 농업

중세 농업은 서로마 제국이 멸망한 476년부터 대략 1500년까지의 유럽의 농업 관행, 작물, 기술, 농업 사회 및 경제를 설명한다. 중세는 때때로 중세 시대 또는 중세 시대로 불린다. 중세는 또한 중세 전기, 중세 성기, 중세 후기로 나뉜다. 근세는 중세 다음 시대이다.
전염병 확산과 기온이 낮은 기후는 6세기 유럽 인구 격감으로 이어졌다. 로마 시대와 비교해서 서유럽 중세 농업은 자급자족에 더 초점이 맞춰졌다. 약 1000년 경 봉건제가 시작했다. 북유럽에서 봉건제 하 농민들은 대개 구츠헤어샤프트가 관할하는 수 백 에이커 이상의 토지로 구성된 장원 (봉건제)들로 조직됐고, 장원에는 로마 가톨릭 교회와 성직자가 있었다. 장원 거주민 대부분은 스스로 경작하거나 영주와 교회를 위해 경작하고 비용을 지불하는 농민 혹은 농노제였다. 유럽 대부분 지역에서는 보리와 밀이 가장 중요한 작물이었고 그 외에 귀리, 호밀, 다양한 야채와 과일이 재배됐다. 짐 끄는 가축으로 황소와 말이 사용됐다. 양털을 위해 양을, 고기를 위해 돼지를 길렀다.
좋지 못한 날씨 때문에 흉작이 빈번했고 이는 기근으로 자주 이어졌다.
14세기에 중세 농업 체제는 저지대 국가에서의 더 집중적인 농법 개발로 인해 해체되기 시작했고 흑사병으로 인한 인구 감소는 더 적은 농민들에게 더 넓은 토지가 주어지는 결과를 낳았다. 그러나 19세기 중반까지 슬라브 지역 등에서는 중세 농업 관행이 거의 변화 없이 이어졌다.

## 배경

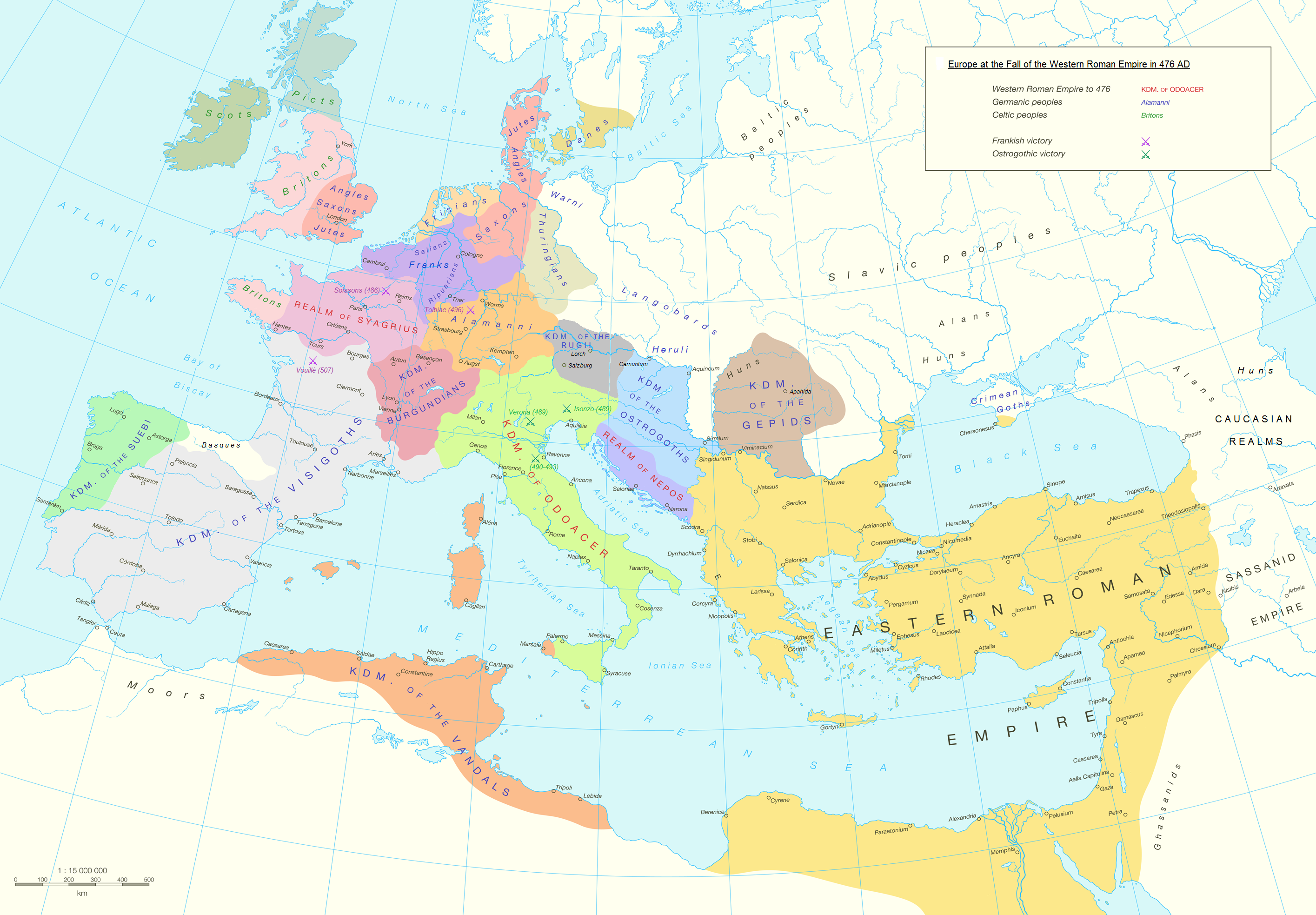
마지막 서로마 황제가 멸망한 후 476년의 유럽과 중동

세 가지 사건이 유럽에서 수세기 동안 농업에 영향을 미칠 무대를 마련했다. 첫째는 서기 400년경 외국 '야만족' 침략자들에게 영토를 잃기 시작한 서로마 제국의 멸망이었다. 마지막 서로마 황제는 476년에 퇴위했다. 그 후, 이전 서로마 제국의 토지와 인구는 다양한 민족 집단에 의해 분할되었으며, 그들의 통치는 종종 단명하고 끊임없이 변화했다. 유럽을 통일하는 요인으로는 대부분의 유럽인이 기독교를 점진적으로 채택한 것과 서유럽에서 라틴어가 국제 통신, 학문 및 과학의 공통어로 사용된 것이 포함되었다. 그리스어는 동로마 제국에서 유사한 지위를 가졌다.
둘째는 536년에 시작하여 660년경에 끝난 지구 한랭화 시대였다. 한랭화는 536년, 540년, 547년의 화산 폭발로 인해 발생했다. 비잔틴 역사가 프로코피오스는 "태양이 밝지 않게 빛났다"고 말했다. 유럽의 여름 기온은 2.5 °C (4.5 °F)까지 떨어졌고, 대기 중 화산 먼지로 인해 18개월 동안 하늘이 흐려져 작물 실패와 기근을 초래하기에 충분했다. 기온은 100년 이상 이전 로마 시대보다 낮게 유지되었다. 고대 후기 소빙기는 전염병, 인간 이동, 정치적 혼란을 포함한 여러 파괴적인 사건에 선행했으며 영향을 미쳤을 수 있다.
셋째는 541년에 시작하여 유럽 전역으로 퍼져 750년까지 주기적으로 재발한 유스티니아누스 페스트였다. 이 전염병은 동로마 제국이나 유스티니아누스 왕조 치하의 동로마 제국 인구의 최대 25%를 사망에 이르게 했으며 서유럽과 북유럽에서도 비슷한 비율로 사망했다. 기후 한랭화와 전염병의 이중적인 인구 영향은 곡물 수확량 감소로 이어졌다. 에페소의 요한이 시골 지역을 여행한 기록에 따르면 "밀밭... 하얗게 서 있지만 아무도 추수하여 밀을 저장하는 사람이 없었다"고 하며 "포도를 딸 시기가 왔지만 아무도 포도를 따고 압착하는 사람이 없었다"고 한다. 요한은 또한 화산 먼지로 인해 발생했을 것으로 추정되는 "혹독한 겨울"에 대해서도 언급한다.
이러한 요인들의 결과로 유럽 인구는 500년보다 600년에 상당히 감소했다. 한 학자의 추정치에 따르면 이탈리아 반도 인구는 500년에 1,100만 명에서 600년에 800만 명으로 감소했으며 거의 300년 동안 그 수준을 유지했다. 유럽 다른 지역의 인구 감소도 아마 비슷한 규모였을 것이다.

## 중세 전기
일반적인 견해는 서로마 제국의 멸망이 서유럽에서 프란체스코 페트라르카가 나중에 "중세 암흑시대"라고 부를 시기를 초래했으며, 이 시기에 명목상 "지식과 문명", "우아한 예술", 그리고 "많은 유용한 예술"이 무시되거나 사라졌다는 것이다. 그러나 반대로, 전체 인구의 최소 80퍼센트를 차지했던 농민들의 삶은 로마 제국 멸망 이후 개선되었을 수도 있다. 로마의 멸망은 "세금 부담의 감소, 귀족 계급의 약화, 그리고 결과적으로 농민들의 더 큰 자유"를 가져왔다. 로마 제국의 시골은 가이우스 플리니우스 세쿤두스가 "이탈리아의 폐허"라고 묘사했던 "빌라" 또는 영지로 가득했다. 이 영지들은 부유한 귀족들이 소유했으며 부분적으로는 노예들이 경작했다. 영국에서만 1,500개 이상의 빌라가 존재했던 것으로 알려져 있다. 로마 멸망과 함께 빌라는 버려지거나 엘리트적인 용도 대신 실용적인 용도로 전환되었다. "서유럽에서는 로마 제국의 시장, 군대, 세금의 압력에서 벗어나 지역적 필요에 더 기반을 둔 농업으로 돌아가는 효과를 보인 것으로 보인다."
6세기 인구 감소와 그에 따른 노동력 부족은 노예이거나 로마 법에 따라 토지에 묶여 있던 시골 사람들의 자유를 더 촉진했을 수 있다.

카롤루스 대제 사망 당시 유럽, 814년.

동로마 제국. 중세 초기에 동로마 제국의 농업 역사는 서유럽의 농업 역사와 달랐다. 5세기와 6세기에는 시장 지향적인 산업형 농업, 특히 올리브유와 포도주 생산이 확대되었고, 기름 및 포도주 압착기 같은 신기술이 도입되었다. 동부의 정착 패턴도 서부와 달랐다. 서부 로마 제국의 빌라와 달리 동부의 농민들은 계속 존재하고 심지어 확장된 마을에 살았다.
이베리아반도. 이베리아반도는 동유럽과 서유럽과는 다른 경험을 한 것으로 보인다. 인구 감소로 인한 경작지 포기와 재조림의 증거가 있지만, 말, 노새, 당나귀의 방목 확장과 시장 지향적인 가축 사육의 증거도 있다. 이베리아반도 경제는 나머지 유럽과 단절된 것처럼 보이며, 대신 5세기에는 북아프리카의 주요 무역 파트너가 되었다. 이는 711년의 이슬람의 히스파니아 정복보다 훨씬 이전이다.

## 이베리아반도의 농업

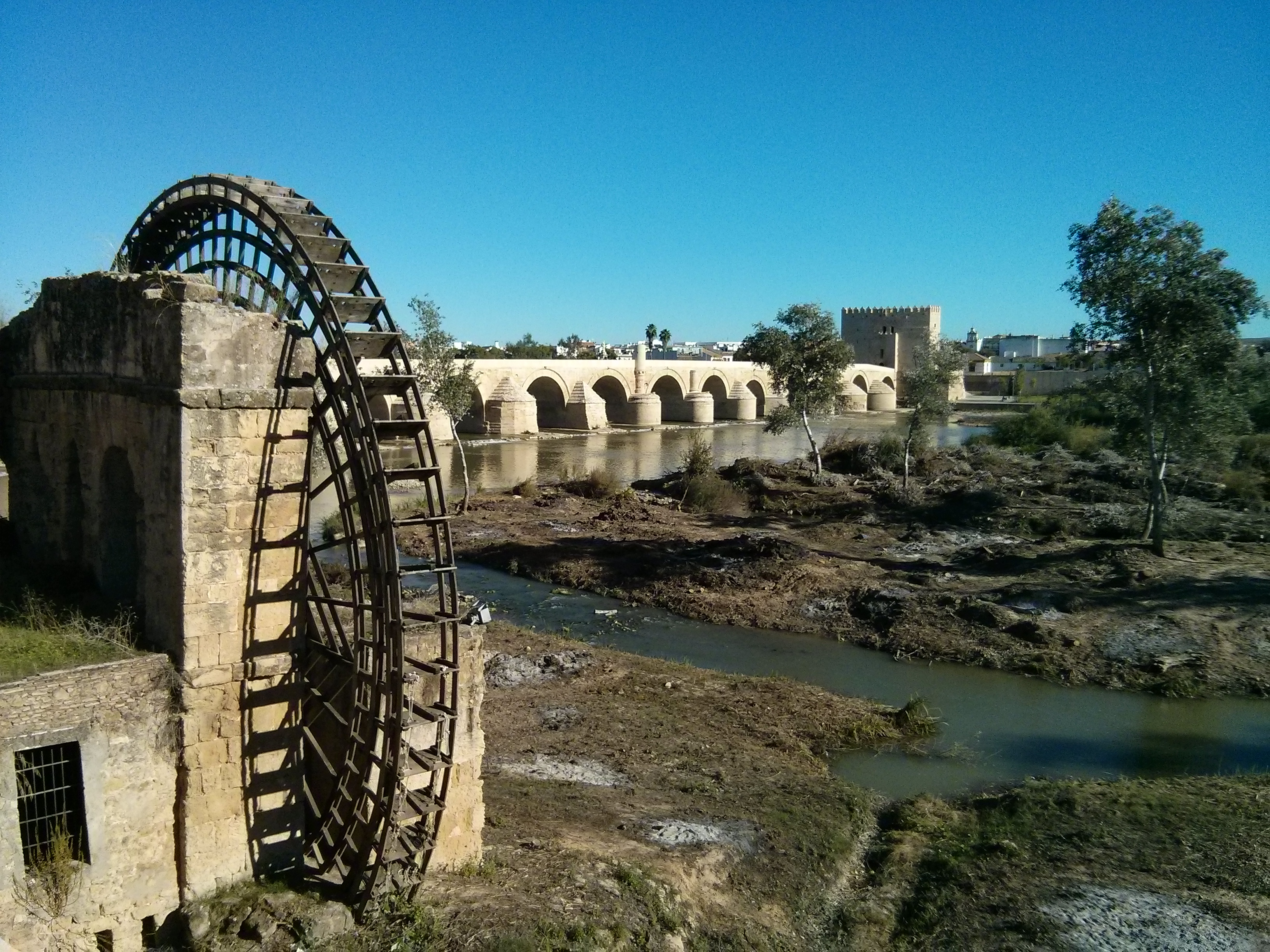
코르도바의 로마 다리와 관개용 이슬람 물레방아

역사가 앤드루 왓슨이 아랍 농업 혁명이라고 부른 것에서, 알안달루스의 많은 지역을 통치했던 아랍 무슬림 통치자들(8세기부터 15세기까지)은 이베리아반도(스페인과 포르투갈)에 많은 새로운 작물과 새로운 농업 기술을 도입하거나 대중화했다. 아랍인들이 도입한 작물에는 사탕수수, 쌀, 경질 밀(듀럼), 귤속, 면섬유, 무화과가 포함되었다. 이 작물들 중 상당수는 정교한 관개 방법, 물 관리, 그리고 "윤작, 해충 관리, 천연 비료를 통한 작물 비료 주기와 같은 농업 기술"을 필요로 했다. 일부 학자들은 아랍(또는 무슬림) 농업 혁명이 얼마나 독특했는지, 그리고 로마 통치 기간 동안 중동에서 개발된 기술의 부활 및 확장이 얼마나 되었는지에 대해 의문을 제기했다. 발명의 공로가 주로 로마 제국 시대 중동 사람들에게 있는지 아니면 아랍인들의 도래에 있는지에 관계없이, 8세기부터 "이베리아반도 풍경은 깊이 변화했다."

## 봉건제
점차적으로 부분적으로 노예 노동을 사용하는 로마의 빌라 및 농업 영지 시스템은 장원 (봉건제)과 농노제로 대체되었다. 역사가 피터 사리스는 6세기 이탈리아, 심지어 그 이전에 동로마 제국과 이집트에서 봉건 사회의 특징을 확인했다. 빌라와 중세 장원의 차이점 중 하나는 빌라의 농업이 상업 지향적이고 전문화된 반면 장원은 자급자족을 지향했다는 것이다.
노예 제도는 로마 제국의 농업 노동력에 중요했으며, 서유럽에서는 1100년경에 사라졌다. 로마 제국의 노예는 가축과 마찬가지로 재산이었으며, 인격권이 없었고 소유주의 뜻에 따라 팔리거나 거래될 수 있었다. 이와 유사하게 농노는 토지에 묶여 있었고 봉사를 떠날 수 없었지만, 토지에 대한 그의 점유는 보장되었다. 장원 소유주가 바뀌어도 농노는 토지에 남아 있었다. 농노는 재산에 대한 제한적인 권리를 가졌지만, 이동의 자유가 제한되었고 영주에게 노동이나 임대료를 빚지고 있었다.
봉건제는 1000년경에 북유럽 대부분 지역에서 만개했으며, 그 중심지는 프랑스 센강 계곡과 잉글랜드 템스강 계곡의 비옥한 농지였다. 중세 인구는 '기도하는 자들'(성직자), '싸우는 자들'(기사 (군사), 병사, 귀족), 그리고 '일하는 자들'(농민)의 세 집단으로 나뉘었다. 농노와 농민은 노동과 세금으로 기도하는 성직자와 싸우는 귀족 영주, 기사 (군사), 전사들을 부양했다. 그 대가로 농민은 교회의 서비스와 기병 및 중무장한 병사들의 보호를 받았다. 교회는 십일조를 받았고 병사들은 막대한 경제적 투자를 필요로 했다. 그 결과 성직자, 기사, 농민 사이에 사회적, 법적 간극이 생겼다. 더욱이 카롤루스 제국(800~888)의 종말과 함께 왕의 권력이 약해지고 중앙 권위가 거의 느껴지지 않았다. 그리하여 유럽 시골은 대부분 농민들로 이루어진 주민들을 다스리는 작고 반자치적인 영주와 성직자들의 봉토들로 이루어진 누더기처럼 되었는데, 일부는 상대적으로 부유했고, 일부는 토지를 소유했으며, 일부는 토지가 없었다.

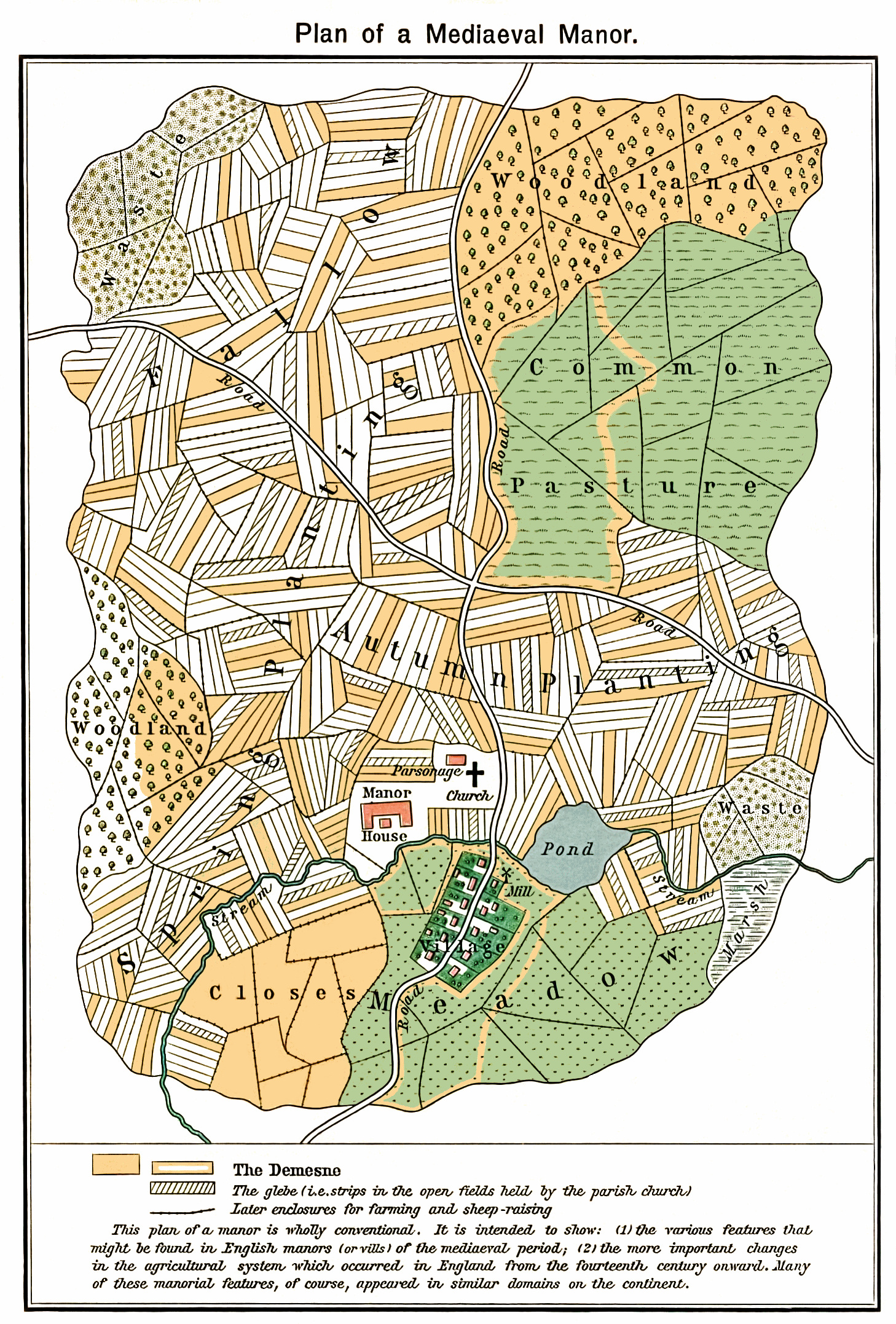
개방경지제를 이용한 가상의 유럽 중세 장원 계획도.

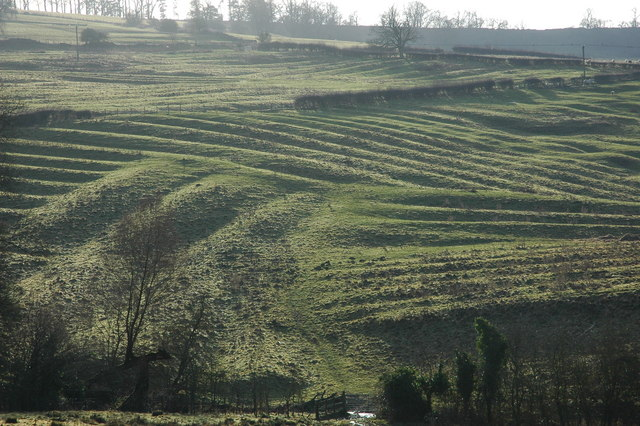
농민들은 일반적으로 12개 이상의 길고 좁은 토지 조각을 밭고랑 사이에 흩뿌려 소유했다.

대부분의 유럽에서 봉건제 멸망에 기여한 주요 요인은 1347년~1351년의 흑사병과 이후 유럽 인구의 3분의 1 이상을 사망에 이르게 한 후속 전염병들이었다. 흑사병 이후 토지는 풍부하고 노동력은 부족해졌으며, 농민, 교회, 귀족 간의 경직된 관계가 변화했다. 봉건제는 일반적으로 1500년경 서유럽에서 끝난 것으로 여겨지지만, 러시아에서는 1861년이 되어서야 농노들이 최종적으로 해방되었다.
장원. 중세 봉건제 하의 농지는 일반적으로 장원으로 조직되었다. 중세 장원은 수백(때로는 수천) 에이커의 토지로 구성되었다. 큰 장원 주택은 영주의 집이거나 임시 거주지 역할을 했다. 일부 장원은 가톨릭 교회의 주교나 아빠스의 권한 아래 있었다. 일부 영주는 하나 이상의 장원을 소유했으며, 교회는 넓은 지역을 통제했다. 장원 내의 토지에는 일반적으로 장원 주택 근처에 교구 교회와 농민들이 거주하는 핵형 마을이 있었다. 장원 주택, 교회, 마을은 경작지와 휴경지, 숲, 목초지로 둘러싸여 있었다. 일부 토지는 영주의 데메스네였고, 일부는 개별 농민에게 할당되었으며, 일부는 교구 사제에게 할당되었다. 일부 숲과 목초지는 공동으로 소유되었으며 방목과 나무 채집에 사용되었다. 대부분의 장원에는 곡물을 밀가루로 갈고 빵을 굽는 방앗간과 오븐이 있었다.

## 밭

중세 유럽에 흔했던 3포식 농업 체계.

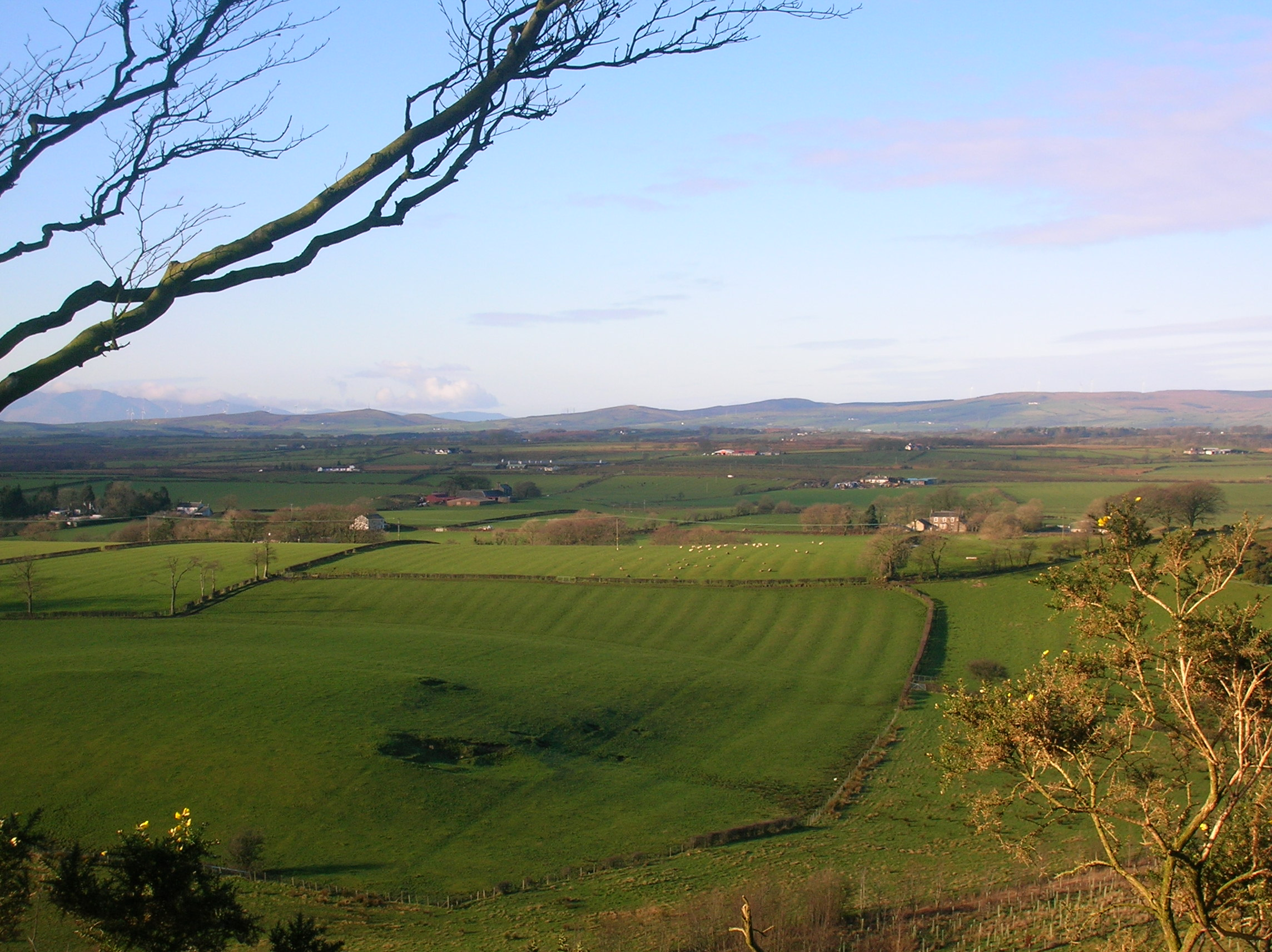
중세 시대의 독특한 밭이랑 패턴은 스코틀랜드의 이 개방형 밭에서 살아남았다.

중세 유럽의 밭 체계는 개방경지제를 포함했는데, 이는 다른 농민의 밭 사이에 장벽이 없었기 때문에 그렇게 불렸다. 풍경은 길고 탁 트인 전망을 특징으로 했다. 전형적인 형태로, 경작지는 뚜렷한 밭고랑 패턴의 길고 좁은 토지 조각으로 구성되었다. 개별 농민은 농경지 주변에 흩어져 있는 여러 다른 토지 조각을 소유하거나 경작했다. 농민들이 흩어진 토지 조각을 소유한 이유는 분명히 위험을 줄이기 위함이었다. 한 조각의 작물이 실패해도 다른 조각에서는 잘 자랄 수 있었기 때문이다. 장원 영주 또한 교회 유지를 위해 교구 사제처럼 밭 주변에 흩어진 토지 조각을 가지고 있었다. 개방경지제는 공동체 주민들과 영주 및 사제 간의 협력을 필요로 했다. "토지 조각들은 개별적으로 경작되었지만, 공동 윤작 및 (일반적으로) 공동 경작 규제에 따랐다."
두 가지 경작 패턴이 개방경지제의 전형이었다. 첫 번째는 경작 가능한 토지가 두 개의 밭으로 나뉘는 것이었다. 절반은 경작하고 나머지 절반은 매년 휴경지로 남겨졌다. 작물은 매년 두 밭 사이에서 윤작되었으며, 휴경지는 비옥도를 회복하도록 허용되었고 작물 재배에 전념하지 않을 때 가축 방목에 사용되었다. 두 밭 체계는 중세 내내 건조한 여름의 지중해 기후에서 가장 널리 퍼져 있었는데, 이곳에서는 가을에 곡물 작물을 심고 봄에 수확했으며, 여름은 봄에 심은 작물이 번성하기에는 너무 건조했다.
북유럽의 습한 기후에서는 중세 후기에 3포식 패턴이 전형적이었다. 한 밭은 가을에, 다른 한 밭은 봄에 심고, 세 번째 밭은 휴경지로 남겨졌다. 작물은 해마다, 밭마다 윤작되었다. 따라서 경작은 2포식 패턴보다 더 집중적이었다. 두 패턴 모두에서 숲과 목초지로 구성된 공용지뿐만 아니라 휴경지도 공동 방목과 나무 채집에 사용되었다.
공유지인 숲과 초원은 장원의 모든 농민에게 개방되어 있었지만, 과방목을 피하기 위해 각 농민이 허용되는 가축 수에 대한 엄격한 관리를 받았다. 휴경지는 방목을 위한 공유지로 취급되었다.
개방경지제에는 더 개별주의적이고 덜 공동체적인 변형이 있었는데, 주로 농업 생산성이 낮은 지역에서 널리 퍼져 있었다. 농민들이 경작하는 토지 조각은 더 집중되어 있었으며, 때로는 흩어진 소유지 대신 하나의 블록으로 묶여 있었다. 작물 결정은 종종 전체 마을이 아닌 개인이나 소수의 농민 그룹에 의해 이루어졌다. 개별 농민은 경작지뿐만 아니라 숲과 목초지도 소유했을 수 있으며, 이는 순수한 개방경지제의 공유지와는 달랐다. 마을은 전형적인 개방경지제처럼 밀집된 것이 아니라 종종 길을 따라 길게 늘어져 있었다.

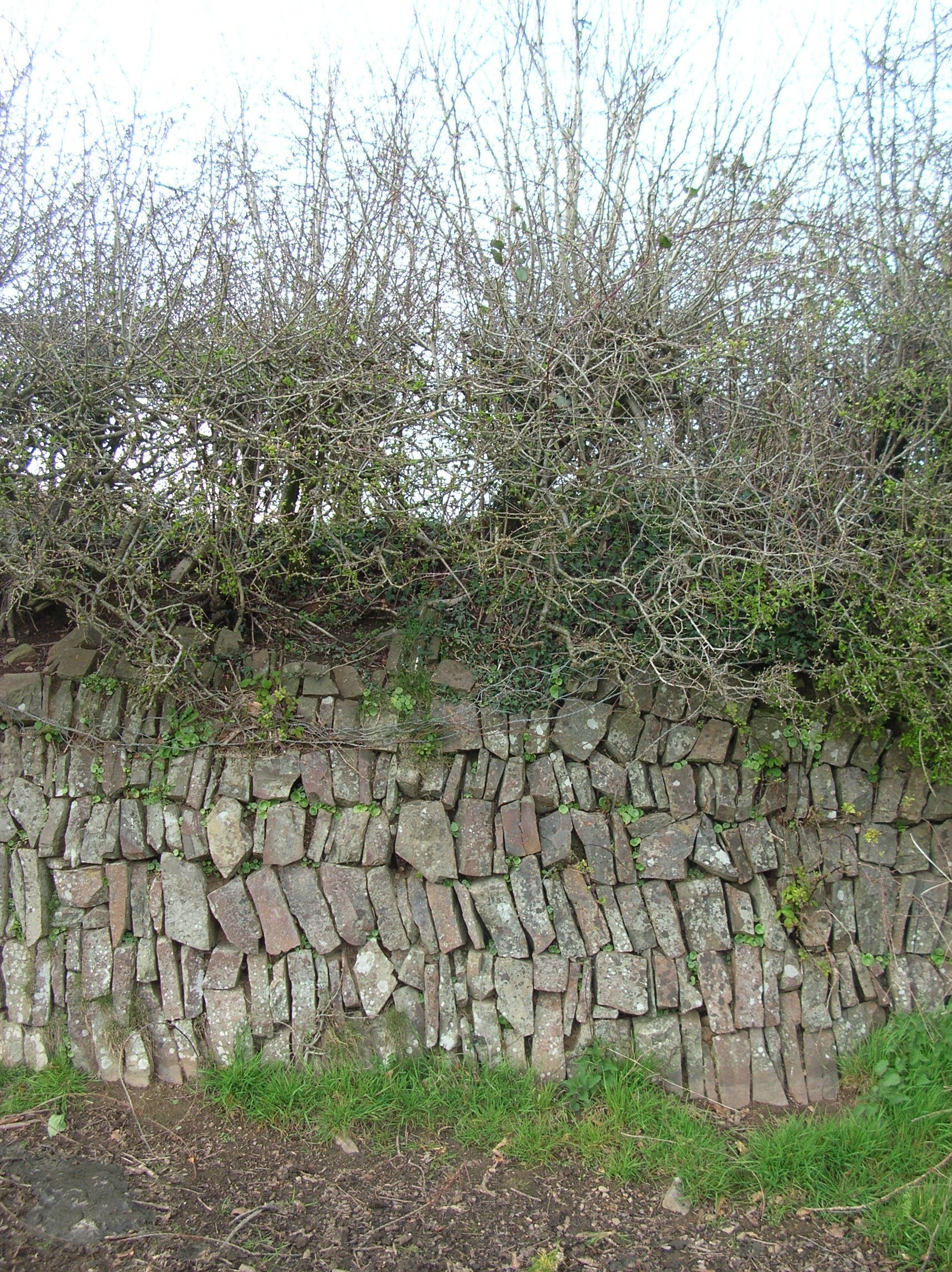
잉글랜드 남서부의 밭을 나누는 석조 울타리.

울타리 친 밭 시스템은 주로 목축 지역, 복합 영농 및 목초지 지역, 그리고 한계 농업 지역에서 발견되었다. 울타리 친 밭 시스템은 개별적인 의사 결정이 특징이었다. 농민들은 일반적으로 울타리, 돌 또는 나무로 자신의 땅을 둘러쌌다. 마을 교회는 종종 눈에 띄는 위치에 있었고, 집들은 마을에 모여 있는 대신 흩어져 있었다. 이러한 개별주의적인 밭 시스템은 잉글랜드 동부 및 남서부, 프랑스의 노르망디와 브르타뉴반도, 그리고 유럽 전역에 흩어져 있었다.

## 농민의 토지 소유
농민들은 경작하는 토지의 양에 있어 동등하지 않았다. 1279년 잉글랜드 7개 주를 대상으로 한 조사(유럽 전체의 전형적이었을 수 있음)에서, 농민의 46%는 10 에이커 (4.0 ha) 미만의 토지를 소유했는데, 이는 가족을 부양하기에 부족한 토지였다. 일부는 아예 토지가 없거나, 집 옆에 작은 정원(크로프트 (농업))만 소유했다. 이 가난한 농민들은 종종 부유한 농민에게 고용되거나, 농업 외에 다른 직업을 가졌다.
농민의 33%는 약 반 비르가트(virgate)의 토지(약 12 에이커 (4.9 ha)에서 16 에이커 (6.5 ha))를 소유했는데, 대부분의 해에 가족을 부양하기에 충분했다. 농민의 20%는 약 1 비르가트의 토지를 소유했는데, 가족을 부양할 뿐만 아니라 잉여 생산물을 생산하기에 충분했다. 소수의 농민은 1 비르가트 이상의 토지를 축적하여 귀족에 속하지는 않았지만 상대적으로 부유했다. 이 부유한 농민들은 자체 소작농을 두거나 노동력을 고용하여 자신의 땅을 경작했을 수 있다.
경작 가능한 토지의 32%는 장원의 영주가 소유했다. 장원의 농민들은 영주의 땅에서 연간 정해진 날짜만큼 일하거나 경작하는 땅에 대해 영주에게 임대료를 지불해야 했다.

## 작물
유럽의 고대 후기 로마 제국에서는 이탈리아의 빵밀과 북유럽 및 발칸반도의 보리가 가장 중요한 작물이었다. 지중해 근처에서는 포도 재배와 올리브나무가 중요했다. 호밀과 귀리는 천천히 주요 작물이 되어가고 있었다. 로마인들은 파리와 모젤강과 라인강 계곡 같은 더 북쪽 지역에 포도 재배를 도입했다. 중세 프랑스의 올리브나무 재배는 이탈리아와 접경한 남동부 해안에서 전통적이었으나, 랑그도크에서의 대규모 올리브 재배는 15세기에야 시작된 것으로 보인다.
로마 시대에 스펠트밀, 일종의 밀은 독일 슈바벤의 도나우강 상류에서 가장 흔하게 재배되는 곡물이었으며, 스펠트밀은 중세 시대 내내 유럽의 여러 지역에서 중요한 작물로 남아 있었다. 에머밀은 슈바벤과 유럽 대부분 지역에서 훨씬 덜 중요했다. 빵용 밀은 슈바벤에서 상대적으로 중요하지 않았다.
8세기부터 11세기까지 북부 프랑스에서 가장 중요한 작물은 (대략적인 순서로) 호밀 (Secale cereale), 빵밀, 보리, 그리고 귀리 (Avena sativa)였다. 보리와 귀리는 노르망디와 브르타뉴반도에서 가장 중요한 작물이었다. 호밀은 밀보다 겨울 추위에 강하고 토양에 대한 내성이 강하여, 많은 한계 지역과 최북단 유럽 지역에서 지배적인 작물이 되었다. 또 다른 강건한 작물인 베레 (곡물), 일종의 보리는 스칸디나비아와 잉글랜드, 특히 스코틀랜드의 한계 농경지에서 재배되었다.
네덜란드와 인접한 프랑스의 저지대에서는 토양이 심는 작물에 영향을 미쳤다. 모래 토양에서는 삼포식 농업 체계에서 밀은 거의 재배되지 않았으며, 호밀이 겨울 작물로 심어졌고 귀리와 보리가 주요 봄 재배 작물이었다. 더 비옥한 황토와 양토 토양에서는 스펠트밀을 포함한 밀이 많은 지역에서 호밀을 대체하여 훨씬 더 중요해졌다. 다른 작물로는 콩과 식물(콩과 완두콩)과 과일 및 채소가 있었다. 황토 및 양토 농민들은 모래 토양 농민들보다 더 다양한 작물을 심었다.
13세기와 14세기 잉글랜드 윌트셔주에서는 밀, 보리, 귀리가 가장 흔한 세 가지 작물이었으며, 각 장원마다 그 비율이 달랐다. 콩과 식물은 공동 경작지의 최대 8%에 심어졌다. 개방경지제의 공동 경작지에서 곡물 작물 외에, 농민들의 집에는 보통 집 근처에 작은 텃밭(크로프트 (농업))이 있었는데, 여기에는 양배추, 양파, 완두콩, 콩과 같은 채소를 재배하고, 사과, 체리, 배나무를 심었으며, 돼지 한두 마리와 거위 무리를 길렀다.

## 가축
가축은 여름에 건조한 날씨로 인해 동물들에게 이용 가능한 사료가 줄어드는 지중해 지역보다 북유럽에서 더 중요했다. 지중해 근처에서는 양과 염소 (동물)가 가장 중요한 농장 동물이었고 이목 (목축)(가축의 계절적 이동)이 흔했다. 북유럽에서는 소, 돼지, 말도 중요했다. 지중해의 토양은 북유럽에서 흔히 발견되는 토양보다 가벼웠으므로 지중해 농민들의 황소와 말 같은 쟁기 동물의 필요성을 줄였다. 소, 특히 황소는 북유럽에서 쟁기 동물로서 매우 중요했다. 무거운 토양을 갈기 위해서는 이상적으로 8마리의 황소로 구성된 쟁기 팀이 필요했다. 소수의 농민들만이 완전한 팀을 소유할 만큼 부유했으므로 쟁기질은 농민들 간의 협력과 쟁기 동물의 공유를 필요로 했다. 로마 시대에 말은 대부분 부유한 사람들이 소유했지만, 서기 1000년경부터는 느리게 움직이는 황소를 대체하는 쟁기 동물 및 운송 수단으로 점점 더 많이 사용되었다. 황소는 소유하고 유지하는 데 더 저렴했지만 말은 더 빨랐다. 돼지는 중세 잉글랜드와 북유럽의 다른 지역에서 육류를 위해 사육되는 가장 중요한 동물이었다. 돼지는 번식력이 좋고 거의 관리가 필요 없었다. 양은 양모, 가죽(양피지용), 고기, 우유를 생산했지만 시장 가치는 돼지보다 낮았다.

## 생산성

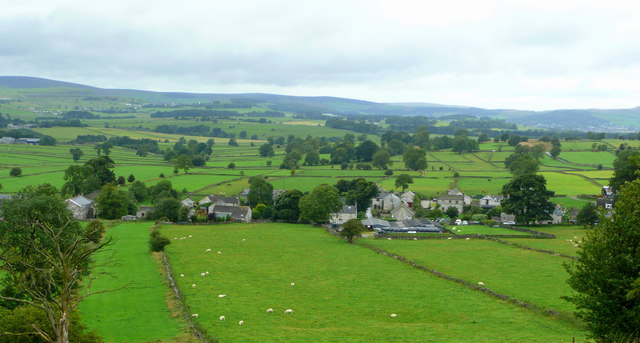
개방형 밭으로 둘러싸인 중세 마을과 유사한 풍경을 보존하고 있는 현대의 풍경. 넓은 밭들은 서로 다른 농부들이 경작하는 길고 좁은 띠 모양의 땅으로 나뉘어 있었다.

중세 시대의 작물 수확량은 21세기에 비해 극히 낮았지만, 중세 이전에 존재했던 로마 제국과 중세 이후의 근세 시대에 비해 열등하지는 않았을 것이다. 수확량을 계산하는 가장 일반적인 방법은 파종된 씨앗 수 대비 수확된 씨앗 수였다. 예를 들어, 잉글랜드 서식스주의 여러 장원에서는 1350~1399년 평균 밀 수확량이 파종된 씨앗 1개당 4.34개, 보리 4.01개, 귀리 2.87개였다. (이와 대조적으로 21세기 밀 생산량은 파종된 씨앗 1개당 30~40개에 달할 수 있다.) 1250년에서 1450년까지 잉글랜드의 곡물 작물 평균 수확량은 에이커당 7~15 부셸(헥타르당 470~1000 kg)이었다. 그러나 흉년에는 수확량이 에이커당 4 부셸 미만으로 떨어질 수 있었다. 이와 대조적으로 21세기의 수확량은 에이커당 60 부셸 이상에 달할 수 있다. 잉글랜드의 수확량은 중세 시대 유럽의 전형이었을 것이다.
학자들은 종종 중세 농업의 비효율성과 낮은 생산성을 비판해왔다. 확립된 시스템의 관성이 원인으로 지목되었다. "모든 사람은 마을의 경작, 수확, 건축 규범을 따라야 했다." 지배적인 개방경지제의 두 가지 비효율성은 자원 배분을 최적화하지 못하게 하는 공동체적 토지 관리와 농민들이 경작해야 할 작고 흩어진 토지 조각을 가지고 있어 한 조각에서 다른 조각으로 이동하는 데 시간을 낭비한다는 점이었다. 이 비효율성에도 불구하고 개방경지제는 유럽의 넓은 지역에서 약 천 년 동안 존재했으며 1500년부터 1800년까지 서서히 사라졌다. 더욱이, 개방경지제를 사유 재산으로 대체하는 것에 대해 사회의 많은 구성원들이 맹렬히 저항했다. 16세기부터 시작된 더 가혹하고 경쟁적이며 자본주의적인 "용감한 신세계"는 개방경지제에서 토지 소유의 안정성과 확실성을 파괴했다.
"포스탄 논제(Postan Thesis)" 또한 중세 농업의 낮은 생산성의 요인으로 인용된다. 토지 생산성을 유지하기 위한 비료 부족으로 생산성이 저해되었다. 이는 농장 동물용 목초지 부족과 그에 따른 경작지를 비옥하게 할 질소 비료인 두엄의 부족 때문이었다. 더욱이 9세기 이후의 인구 증가로 인해 한계 지대, 목초지, 삼림지가 경작지로 전환되어 농장 동물의 수와 두엄의 양이 더욱 줄어들었다.
생산성 향상에 대한 가장 초기 증거는 14세기와 15세기 네덜란드의 저지대 국가와 프랑스 북부 플란데런에서 나타난다. 그곳의 농업 관행은 살갈퀴, 콩, 순무, 말뱅이, 브롬 (식물)과 같은 피복작물과 유채, 꼭두서니, 홉과 같은 고가치 작물을 심음으로써 휴경지를 거의 없애는 것을 포함했다. 중세 시대의 광범위한 농업과 달리, 이 새로운 기술은 작은 토지에 대한 집중적인 경작을 포함했다. 집중 경작 기술은 잉글랜드의 농업적으로 가장 발전된 지역인 노퍽주로 빠르게 확산되었다. 이러한 발전에도 불구하고, 영국 농업 혁명이라고 불리는 농업 생산성의 광범위한 증가는 17세기까지는 이루어지지 않았다.
낮은 수준의 중세 시대 수확량은 러시아와 일부 다른 지역에서 19세기까지 지속되었다. 1850년 러시아의 평균 곡물 수확량은 헥타르당 600킬로그램(에이커당 약 9부셸)으로, 당시 잉글랜드와 저지대 국가의 수확량의 절반에도 미치지 못했다.

## 기근
흉작과 흉작년으로 인한 기근은 중세 유럽에서 항상 존재하는 위험이었다. 육상 운송의 어려움으로 인해 곡물 가격이 50마일마다 두 배로 뛰었기 때문에 한 지역의 기근을 다른 지역에서 곡물을 수입하여 완화하는 것은 종종 불가능했다.
한 연구에 따르면 유럽에서는 750년에서 950년 사이에 평균 20년마다 기근이 발생했다. 주요 원인은 농업 생산을 감소시키는 극심한 날씨와 기후 이상이었다. 전쟁은 기근의 주요 원인으로 밝혀지지 않았다. 1232년부터 1349년까지 잉글랜드 윈체스터에서 발생한 흉작에 대한 연구에 따르면 밀은 평균 12년마다, 보리와 귀리는 평균 8년마다 흉작이 발생했다. 하나 이상의 작물이 실패한 해에는 국지적인 기근이 발생했을 수 있다. 날씨가 다시 주요 원인으로 지목되었다. 기후 변화는 소빙기가 1275년에서 1300년 사이에 시작되어 성장기가 단축되면서 역할을 했을 수 있다.
전쟁은 1243년부터 1245년까지 헝가리에서 대규모 기근의 원인이었던 것으로 보인다. 이 시기는 몽골 제국 침략과 광범위한 파괴의 여파가 있던 해였다. 헝가리 인구의 20%에서 50%가 기아와 전쟁으로 사망한 것으로 추정된다.
중세 시대 가장 잘 알려지고 광범위한 기근은 1315–1317년 1315년 대기근 (실제로는 1322년까지 지속됨)으로, 북유럽의 3천만 명에게 영향을 미쳤고 그 중 5%에서 10%가 사망했다. 이 기근은 3세기에 걸친 인구 및 번영 증가의 거의 끝에 다다랐을 때 발생했다. 원인은 "혹독한 겨울과 비가 많이 오는 봄, 여름, 가을"이었다. 작물 수확량은 3분의 1 또는 4분의 1로 감소했고, 쟁기 동물이 대량으로 사망했다. 1347–1352년의 흑사병이 더 치명적이었지만, 대기근은 중세 후기의 최악의 자연 재해였다.

## 기술 혁신

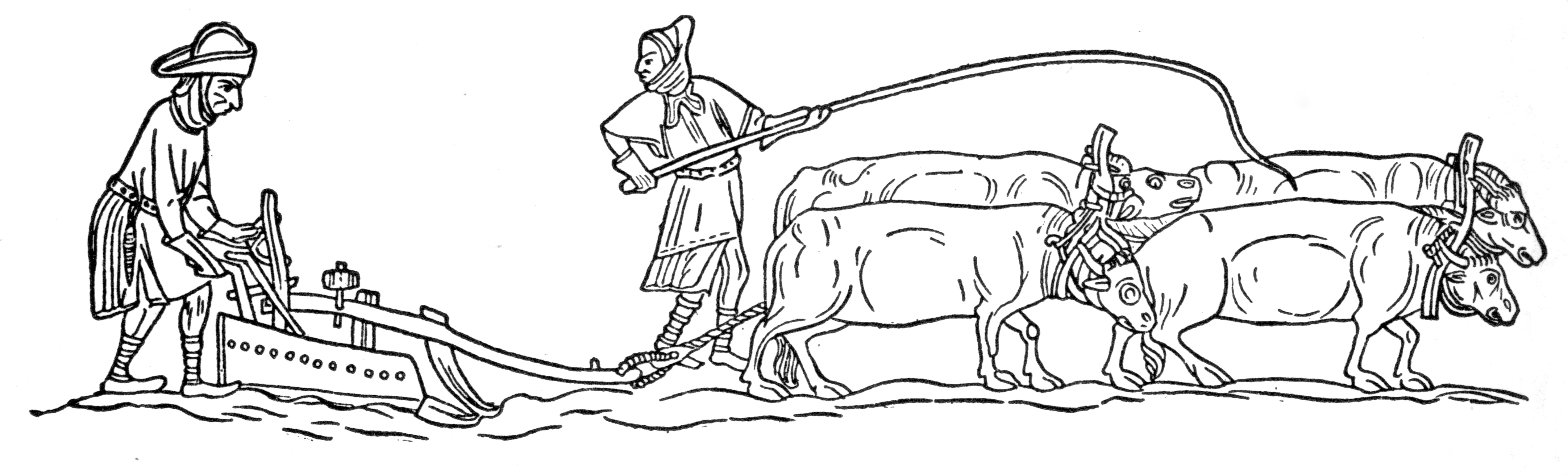
중세 쟁기.

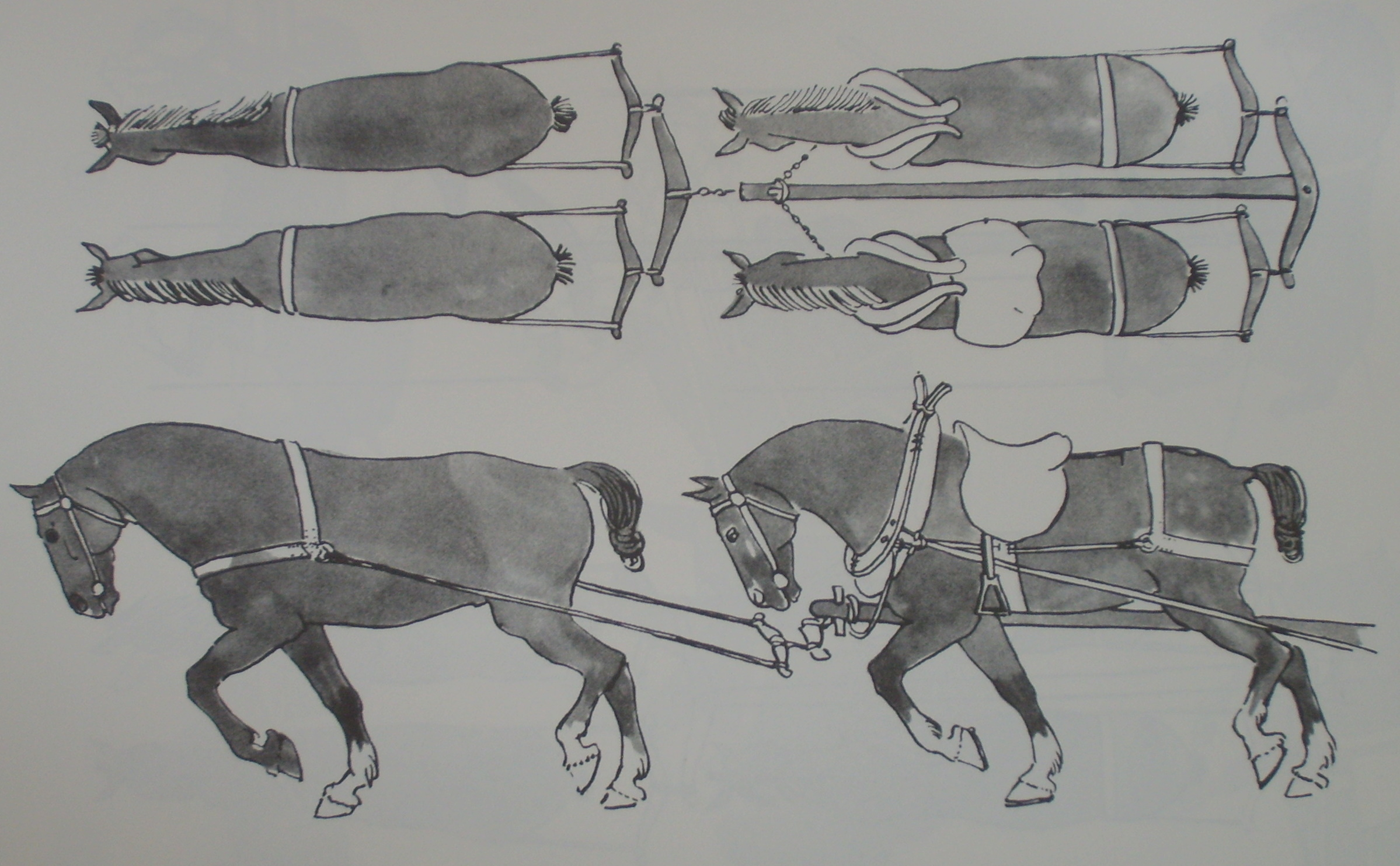
쟁기 끄는 말들. 선두 말은 가슴띠를 하고 있고, 뒤쪽 말은 말의 목을 둘러매는 굴레를 착용하고 있다.

중세 농업의 가장 중요한 기술 혁신은 1000년경에 널리 채택된 흙쟁기와 그와 밀접한 관련이 있는 무거운 쟁기였다. 이 두 쟁기는 중세 농민들이 비옥하지만 무거운 북유럽의 점토 토양을 경작할 수 있도록 했다. 로마 시대와 가벼운 토양에서는 아드 (쟁기) 또는 긁는 쟁기로 충분했다. 흙쟁기와 무거운 쟁기는 흙을 뒤집어 잡초 방제와 흙 속으로의 유기물 혼합을 용이하게 하여 비옥도를 높였다. 흙쟁기질은 또한 중세 밭의 익숙한 밭고랑 패턴을 만들어 과도한 수분 배수를 용이하게 했다. "더 나은 밭 배수, 가장 비옥한 토양에 대한 접근, 그리고 농민 노동 시간 절약을 통해 무거운 쟁기는 식량 생산을 촉진했으며, 결과적으로 '인구 증가, 기능 전문화, 도시화, 그리고 여가 증가'를 가져왔다."
1000년경 유럽에서 일반화된 두 가지 추가 발전은 말의 목을 둘러매는 굴레와 편자였다. 말의 목을 둘러매는 굴레는 말의 견인력을 증가시켰다. 편자는 말의 발굽을 보호했다. 이러한 발전으로 인해 말은 느리게 움직이는 황소를 대체하는 쟁기 동물 및 운송 수단이 되었다.
이러한 기술 혁신과 그로 인해 촉진된 추가 농업 생산량은 1000년(또는 그 이전)부터 1300년까지 유럽 인구의 대폭적인 증가를 초래했으며, 이러한 증가는 14세기의 1315년 대기근과 흑사병으로 인해 역전되었다.

## 더 읽어보기
- Decker, Michael (2019). 〈Syriac Agriculture 350–1250〉. 《The Syriac World》. London: Routledge. 567–580쪽. ISBN 9781138899018.